# ACE Trains
ACE Trainsとはイギリスの鉄道模型会社。

## 概要
かつてロンドンにあったトイミュージアムの館長だったAlan Levyと実業家のAndries Grabowskyによって1995年に設立された。生産品目は主に1930年代以前のホーンビィのOゲージのティンプレートやダイキャストの製品の復刻版で外観は当時の製品を再現しているが、モーター等、機械部分は近代的な構造になっている。社名は元はAlchem Trains Ltdだったが、現在の妻のAllen, Charlotteと末娘のEmilyのイニシャルからACE Trains Ltdになった。当初は製造拠点は台湾にあったが、1996年にインドへ移転して、2000年にタイへ再度移転した。LNER A4形蒸気機関車は同社の代表的な製品になっている。経営方針の違いから2008年に共同創業者であるAndries Grabowskyと袂を分かち、以後は独自に展開している。

## 製品
交流3線式Oゲージが主な製品で往年のホーンビィの機関車や客車を販売している。